# Libertad Montero
Libertad Montero es un exconcejal, artista drag y activista por los derechos LGBT español.

## Carrera
Libertad Montero incursionó en la política en 2011, convirtiéndose en el candidato a alcalde más joven de España. Después se desempeñó como concejal bajo el gobierno de María Dolores de Cospedal.
Tras cuatro años como concejal comenzó a trabajar como camarero en un local del barrio madrileño de Chueca, lo cual le acabó llevando a actuar realizando monólogos de comedia en el mismo, así como a incursionar en el transformismo.
El 22 de junio de 2024 actuó por sexto año consecutivo en el Orgullo LGBT de Alcalá. El día 29 de ese mismo mes actuó en la celebración del Orgullo LGBT de Getafe.